# Tubarão-lixa do Pacífico
Ginglymostoma unami, também conhecido como Tubarão-lixa do Pacífico, Tubarão-enfermeiro do Pacífico, Gato do Panamá ou Tubarão-gato panamense, é uma espécie de peixe cartilaginoso do gênero Ginglymostoma da família Ginglymostomatidae. 

## Distribuição
Pode ser encontrada na costa sudeste da Baja California , do México à Costa Rica, incluindo o Golfo da Califórnia e o Mar de Cortez.

## Habitat
Recifes rasos e rochosos, preferem ficar sobre fundos arenosos.